# Chulu
Der Chulu ist ein Bergmassiv im Himalaya in Nepal.
Der Chulu liegt im Damodar Himal nördlich des Annapurna-Massivs. An der Südflanke liegt der Ort Manang. Der Chulu besitzt mehrere Gipfel. Der Mittelgipfel des Chulu erreicht eine Höhe von 6584 m. 1,46 km nordwestlich liegt der 6419 m hohe Westgipfel (⊙), 2,11 km südöstlich der 6429 m hohe Ostgipfel (⊙). Weitere 3,3 km ostnordöstlich befindet sich der 6038 m hohe äußere Ostgipfel (Chulu Far East) (⊙). Zu den genauen Höhenangaben und auch zu den Bezeichnungen der vier Gipfel und deren Lage gibt es widersprüchliche Angaben in der Literatur. Der Mittelgipfel wird häufig als Westgipfel identifiziert. Die Nordhänge des Chulu-Massivs sind vergletschert. Ost- und Westgipfel gelten als Trekkinggipfel (Klettergipfel der Kategorie „B“ der Nepal Mountaineering Association), auf welche mehrere Veranstalter Bergtouren anbieten.

## Besteigungsgeschichte
Der Westgipfel (vermutlich der Mittelgipfel) wurde 1952 durch eine japanische Expedition unter Masataka Takagi erstbestiegen.
Im Jahr 1955 führte eine deutsche Bergsteigergruppe eine Gipfelbesteigung im Chulu-Massiv durch. Es wird vermutet, dass sie den Chulu Far East-Gipfel bestiegen.
Die Erstbesteigung des Ostgipfels fand im Jahr 1979 durch Dick Isherwood und John Noble statt.